# Jake Bugg
Jake Edwin Kennedy, más conocido como Jake Bugg (Nottingham, Inglaterra; 28 de febrero de 1994) es un cantante y compositor británico de música folk rock.
Obtuvo gran popularidad a nivel mundial tras lanzar su primer álbum, titulado Jake Bugg (2012), el cual alcanzó el puesto número uno en las listas UK Albums Chart y Scottish Albums Chart. Sus principales influencias son Donovan, Jimi Hendrix, Don McLean, Alex Turner, The Everly Brothers, The Beatles, Robert Johnson, Johnny Cash, Oasis, Nick Drake y Neil Young.

## Biografía
Jake Bugg nació en Clifton, Nottingham. Sus padres se separaron cuando él era joven. Comenzó a tocar la guitarra a los 12 años, después de haber escuchado la canción «Vincent» de Don McLean, también conocida como «Starry, Starry Night», en el episodio de The Simpsons, 'Scuse Me While I Miss the Sky. A partir de los 14 años comenzó a componer su propia música influenciado por The Beatles y Johnny Cash. Su primer concierto fue en su colegio a los 14 años y a los 15 empezó con actuaciones en bares y clubs de Nottingham. A los 17 años audicionó para participar en el festival Glastonbudget, una versión económica del Festival de Glastonbury, pero fue rechazado, al no tener una gran carrera musical. Al día siguiente recibió una llamada en la que le invitaron a participar en el Introducing Stage del Festival de Glastonbury. En junio de 2011 firmó con la discográfica Mercury Records y empezó a grabar sus primeras canciones, que comenzarían a formar parte de su primer álbum de estudio.
El 4 de septiembre de 2012 lanzó su sencillo debut titulado «Trouble Town». En noviembre de ese año, realizó una gira de un mes por el Reino Unido para presentar su primer álbum titulado Jake Bugg, el cual se publicó el 15 de octubre de 2012. Ya a finales de septiembre de 2012, anunció un tour para el Reino Unido con una duración del 2 al 28 de febrero de 2013. A este le siguió su primer tour europeo en marzo. Entre diciembre de 2012 y enero de 2013 dio sus primeros conciertos en los Estados Unidos, ya como solista. A diferencia del segundo álbum, Jake afirma que diversas canciones del álbum Jake Bugg tienen significados de experiencias que el mismo ha vivido, lo que le da un toque más interesante a su música.
Su segundo álbum de estudio, Shangri La, salió a la venta el 18 de noviembre de 2013. El álbum fue producido por Rick Rubin en su estudio en Malibú. El primer sencillo, «What Doesn't Kill You», debutó en el puesto cuarenta y cuatro en la lista de sencillos del Reino Unido. El 17 de octubre de 2013, «Slumville Sunrise» se anunció como el segundo sencillo, y el 10 de febrero de 2014, «A Song About Love». En este álbum se aprecia un sonido más eléctrico en algunas canciones.
El 11 de diciembre de 2013, participó en el concierto del premio nobel de la paz llevado a cabo en Oslo, Noruega, en donde interpretó «Broken».
El 27 de febrero de 2014, Bugg interpretó en vivo «Me and You» en el programa American Idol. En una entrevista de 2014 con Mr. Wavvy, Bugg anunció que había comenzado a trabajar en un nuevo álbum de estudio. En cuanto a si se lanzaría en 2014 o no, Bugg declaró: «Eso es lo bueno de hacer discos, que nunca se sabe cuando va a estar listo. Yo no sabía que este segundo álbum iba a estar tan listo y tan pronto como lo estuvo, pero solo sucedió». No especificó si él estaría trabajando con Rubin de nuevo, sólo que en este momento está en el proceso de composición.
Su tercer disco de estudio, On My One, vio la luz el 17 de junio de 2016. El 25 de noviembre de 2016 salió el videoclip oficial del sencillo "Put Out The Fire" perteneciente a su nuevo álbum On my One.
El 1 de septiembre de 2017 se publicó su cuarto álbum de estudio, Hearts That Strain. El primer sencillo de este álbum fue «How Soon The Dawn»

## Discografía
- 2012: Jake Bugg
- 2013: Shangri La
- 2016: On My One
- 2017: Hearts That Strain
- 2021: Saturday Night, Saturday Morning